# Projekt 21820
Projekt 21820 Djugoň (jinak též třída Ataman Platov) je třída rychlých výsadkových lodí ruského námořnictva. Celkem bylo postaveno pět jednotek této třídy. Plánovaný počet jednotek však byl vyšší (až 11 kusů). V zásadě se jedná o zvětšenou verzi výsadkových člunů projektu 11770 Serna stavěných v letech 1993–2010. Plánováno bylo nasazení této třídy z palub ve Francii objednaných výsadkových lodí třídy Mistral. Jejich dodávka však byla zrušena.

## Stavba
Stavba této třídy probíhá od roku 2006. Prototypová jednotka Ataman Platov byla do služby v Kaspické flotile zařazena v roce 2010. V letech 2010–2013 byla zahájena stavba dalších čtyř jednotek této třídy. Do služby byly přijaty do roku 2014.
Jednotky projektu 21820:
| Jméno                            | Loděnice                     | Založení kýlu   | Spuštěna          | Vstup do služby    | Status  |
| -------------------------------- | ---------------------------- | --------------- | ----------------- | ------------------ | ------- |
| Ataman Platov (D105)             | SSZ Volga, Nižnij Novgorod   | 21. února 2006  | červenec 2009     | 2010               | aktivní |
| Ivan Karcov                      | Vostočnaja Verf, Vladivostok | 2010            | 30. září 2013     | 31. října 2014     | aktivní |
| Děnis Davydov (758)              | Jaroslavskij SSZ, Jaroslavl  | 18. ledna 2012  | 26. července 2013 | 23. listopadu 2014 | aktivní |
| Mičman Lermontov (757)           | Jaroslavskij SSZ, Jaroslavl  | 18. ledna 2013  | 5. června 2014    | prosinec 2014      | aktivní |
| Lejtěnant Rimskij-Korsakov (754) | Jaroslavskij SSZ, Jaroslavl  | 21. června 2012 | 10. dubna 2014    | prosinec 2014      | aktivní |

## Konstrukce

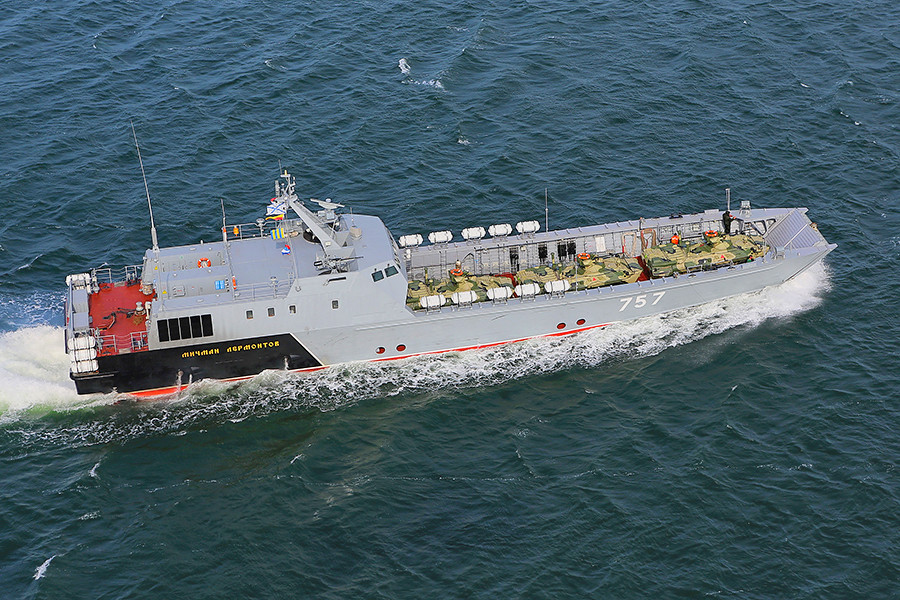
Mičman Lermontov

Jeden výsadkový člun unese tři hlavní bitevní tanky T-72, nebo pět obrněných vozidel BTR-80 a 50 vojáků, nebo až 140 tun nákladu. Obrannou výzbroj tvoří dva 14,5mm kulomety MTPU-1. Pohonný systém tvoří dva diesely М507А-2-010М3 o výkonu po 10 000 hp. Nejvyšší rychlost dosahuje 40 uzlů.